# Уокер, Ховенден
Контр-адмирал сэр Ховенден Уокер (англ. Hovenden Walker, 1656 или 1666 – 1725 или 1728) —  британский военно-морской офицер, известный тем, что во время войны королевы Анны возглавил неудачную экспедицию 1711 года на Квебек, в то время столицу Новой Франции.

## Карьера
Уокер поступил в Тринити-колледж в Дублине в 1678 году, но не получил ученой степени и впоследствии присоединился к Королевскому военно-морскому флоту. Вероятно, он посетил Северную Америку в 1686 году, достигнув Бостона на борту фрегата HMS Dartmouth.
Уокер был произведён в капитаны около 1692 года. Около 1696 года участвовал в боевых действиях возле Лизарда, где командовал линейным кораблем 4 ранга HMS Foresight. В 1701 году присоединился к флоту под командованием сэра Джорджа Рука в Кадисе и вскоре после этого принял командование отрядом, которому было поручено участвовать в атаках на Гваделупу и Мартинику, которые не увенчалось успехом. Однако эта неудача не повредила его карьере; в 1706 году он помогал в освобождении Барселоны, а два года спустя был назначен командиром эскадры возле Дюнкерка. В марте 1711 года он был произведён в контр-адмиралы и удостоен рыцарского звания.

## Экспедиция в Канаду
3 апреля 1711 года новый контр-адмирал белой эскадры был назначен главнокомандующим секретной военно-морской экспедицией, направленной на завоевание Новой Франции . Его экспедиция должна была атаковать Квебек во взаимодействии с сухопутными силами под руководством полковника Фрэнсиса Николсона.
30 июля экспедиция, в составе 11 военных кораблей и 60 британских и колониальных транспортных судов и тендеров, с примерно 7500 пехотинцами на борту, вышла из Бостона. Утром 18 августа, когда экспедиция уже была готова войти в устье реки Святого Лаврентия, подул сильный северо-западный ветер, и Уолкер был вынужден искать убежище в заливе Гаспе . Утром 20 августа ветер изменил направление на юго-восточное, и он смог медленно продвинуться мимо западной оконечности острова Антикости, прежде чем ветер стих, и густой туман накрыл берег и флот. К 22 августу подул юго-восточный ветер, и в тумане периодически появлялись разрывы, но этого было недостаточно, чтобы увидеть берег. Посоветовавшись со своими капитанами, Уолкер дал сигнал отправить флот на юг.
Когда Уолкер отдал приказ, он думал, что находится посередине течения. Фактически, он находился примерно в семи лигах к северу от своего настоящего курса и находился в тисках сильного течения, которое направляло его корабли на северо-запад. Благодаря восточному ветру флот постепенно приближался к « Кот-Нор», который в районе Île-aux-Oeufs (Эгг Айленд) вытянут с севера на юг. Когда капитан сообщил, что была замечена земля, предположительно прямо по курсу, Уолкер предположил, что он приближается к южному берегу, и приказал флоту поднять паруса и перейти на другой галс . Через несколько минут его снова подняли из постели, и он, торопясь на палубу в халате и тапочках, увидел, что прибой начался «повсюду вокруг нас». К этому времени весь флот направлялся к «Кот-Нор», точнее, к побережью на западе.
Оправившись от шока, Уокер убрал все паруса и встал на якорь в середине пролива. Все это время штормовой ветер дул прямо в сторону берега, и если бы он продолжался, не уцелел бы не один корабль. Однако ранним утром на следующий день ветер утих, и за этим затишьем ветер сменился и позволил большинству кораблей снятся с якоря и уйти от мелей. Всего было потеряно семь транспортов и одно судно боевого обеспечения . Из 1390 солдат 740 (в том числе 35 женщин, прикомандированных к полкам) и, вероятно, 150 моряков утонули или были выброшены на берег. Уолкер два дня плавал по району Île-aux-Oeufs, чтобы спасти людей и имущество. Затем, после военного совета, он решил отказаться от штурма Квебека.

## Дальнейшая жизнь
Уокер вернулся в Лондон в октябре 1711 года, где его не осудили за провал экспедиции. В 1712 году он был назначен коммодором военно-морской базы на Ямайке. Через год он вернулся в Англию. Бортовой журнал Уокера, рассказывающий о событиях 1711 года, был опубликован в 1720 году под редакцией Джеральда С. Грэма и переиздан совместно Обществом Шамплейн и Обществом военно-морских архивов в 1953 году.